# 稳定核素

依核穩定性上色的核素圖：（Z為質子數；N為中子數）
黑色 – 穩定核種（皆為原始核種）
' – 長壽的原始放射性核種
其他顏色 – 非原生的放射性核種，穩定性從'到白色逐漸降低

穩定核種（Stable nuclide），又稱作稳定同位素（Stable isotope），是指不會发生放射性衰變的核種。已知的穩定核種總共有251種，週期表中共有80個元素擁有至少一個稳定同位素，而其餘沒有稳定同位素的元素稱作放射性元素。

## 定義
原子核中不同數目的質子和中子的組合會影響其穩定性，因此每種核種的核穩定性各不相同。若某核種的原子核足夠穩定，不會衰變成其他核種，則稱為穩定核種或穩定同位素。反之，原子核不穩定、會發生放射性衰變者，則稱為放射性核種。
已知的稳定核種共有251個，分別屬於80個化學元素，即原子序1至82號的所有元素（43號鎝和61號鉕除外）。而原子序數大於82的元素以及鎝和鉕都沒有穩定同位素，即所有同位素都具有放射性，被稱為放射性元素。在這80種有稳定同位素的元素中，有26個元素只存在一種稳定同位素，稱為單一同位素元素，其他的元素則有不止一種的稳定同位素，其中錫有10種稳定同位素，是具有最多種稳定同位素的元素。

## 穩定性
質子數或中子數為偶數（尤其是2、8、20、28、50、82、126等幻數）的核種通常具有較高的穩定性。在251個穩定核種中，有145個的質子數和中子數皆為偶數，而質子數和中子數皆為奇數的穩定核種只有5個。週期表的前82種元素中，絕大多數原子序（即質子數）為偶數的元素都具有多個穩定同位素，尤其是原子序為幻數50的錫元素有多達10種穩定同位素，而原子序為奇數者超過半數都是單一同位素元素。4號元素鈹是單一同位素元素中唯一一個原子序為偶數的元素。沒有穩定核種的質子數目為43（鎝）、61（鉕）和83（鉍）以上的數目，而沒有穩定核種的中子數目包括19、35、39、45、89、115、123和127以上的數目。
理論計算顯示，251個穩定核種中只有146種（最重的為鏑-164）不會發生任何放射性衰變（不考慮尚未證實的質子衰變），屬於完全穩定的核種；而其餘106種核種在能量上應該會發生某種放射性衰變（α衰變、β衰變或電子捕獲），然而目前尚未觀察到任何它們發生衰變的現象，故稱這些核種為觀測上穩定的核種。這些核種的預測半衰期往往遠超宇宙的估計年齡（可長達1018年或更長）。一旦檢測到這些核種的衰變跡象，則其將會被歸為放射性核種，例如鉍-209和鎢-180在過往被視為穩定核種，但後來科學家發現他們其實是壽命極長的放射性核種，會發生α衰變，半衰期分別為2.01×1019年和1.8×1018年。
另外，理論上所有比鈮-93重（含）的核種都有可能自發分裂，然而目前觀測到會進行此衰變的最輕核種為釷-232。
鉭-180m是251個穩定核種中唯一的同核異構物，儘管同核異構物的亞穩態原子核說明了其應會發生同核異構躍遷，釋出γ射線並衰變回基態原子核，但目前尚未觀察到任何其發生衰變的現象，其發生γ衰變之半衰期的理論下限值為4.5×1016年。其他鉭-180m可能發生的衰變模式（β衰變、電子俘獲和α衰變）至今也從未被觀察到。反觀其基態核種鉭-180的半衰期僅約8小時。

## 來源
地球上大多數穩定核種是在大霹靂或恆星核合成過程中生成的，自形成後便穩定存在至今，稱作原始核種。除了穩定核種外，原始核種也包括一些半衰期極長的天然放射性核種，如鉀-40、鈣-48、釷-232、鈾-238等。由於它們衰變速率緩慢，這些放射性核種的原子從形成之初經歷數十億年後仍得以相當的量存留到現在。
由於長壽放射性核種的衰變也會形成穩定核種，一些穩定核種的豐度在部分礦石中會有所變化，例如自然界三大衰變鏈的最終產物皆為鉛的不同穩定同位素，礦物中放射性核種的組成不同會導致其所含鉛同位素的比例有所差異。

## 豐度
由於穩定核種不會發生衰變，能在自然界中持續以穩定的量存在，因此豐度往往遠高於放射性核種。意即在自然界中，一個非放射性元素的天然同位素比例往往是穩定同位素占絕大部分甚至全部，而放射性同位素僅占小部份或痕量，例如穩定的碳-12和碳-13分別占天然碳的98.9%和1.1%，而具放射性的碳-14僅痕量存在。不過銦、碲和錸等三個元素為特例，它們三者雖然有穩定同位素，但其在地殼中豐度最高的同位素為長壽的原始放射性同位素，例如放射性銦-115占天然銦的95.72%，而穩定的銦-113在天然銦中的豐度僅占4.28%。

## 穩定核種列表
共251個。
1. 氫-1（氕）
2. 氫-2（氘）
3. 氦-3
4. 氦-4
沒有質量數為5的穩定核種
5. 鋰-6
6. 鋰-7
沒有質量數為8的穩定核種
7. 鈹-9
8. 硼-10
9. 硼-11
10. 碳-12
11. 碳-13
12. 氮-14
13. 氮-15
14. 氧-16
15. 氧-17
16. 氧-18
17. 氟-19
18. 氖-20
19. 氖-21
20. 氖-22
21. 鈉-23
22. 鎂-24
23. 鎂-25
24. 鎂-26
25. 鋁-27
26. 矽-28
27. 矽-29
28. 矽-30
29. 磷-31
30. 硫-32
31. 硫-33
32. 硫-34
33. 氯-35
沒有中子數為19的穩定核種
34. 硫-36
35. 氬-36（理論上會發生雙電子捕獲）
36. 氯-37
37. 氬-38
38. 鉀-39
39. 氬-40
鉀-40為長壽命同位素
40. 鈣-40（理論上會發生雙電子捕獲）
41. 鉀-41
42. 鈣-42
43. 鈣-43
44. 鈣-44
45. 鈧-45
46. 鈣-46（理論上會發生雙β衰變）
47. 鈦-46
48. 鈦-47
鈣-48為長壽命同位素
49. 鈦-48
50. 鈦-49
51. 鈦-50
釩-50為長壽命同位素
52. 鉻-50（理論上會發生雙電子捕獲）
53. 釩-51
54. 鉻-52
55. 鉻-53
56. 鉻-54
57. 鐵-54（理論上會發生雙電子捕獲）
58. 錳-55
59. 鐵-56
60. 鐵-57
61. 鐵-58
62. 鎳-58（理論上會發生雙電子捕獲）
63. 鈷-59
64. 鎳-60
65. 鎳-61
66. 鎳-62
67. 銅-63
沒有中子數為35的穩定核種
68. 鎳-64
69. 鋅-64（理論上會發生雙電子捕獲）
70. 銅-65
71. 鋅-66
72. 鋅-67
73. 鋅-68
74. 鎵-69
75. 鋅-70（理論上會發生雙β衰變）
76. 鍺-70
沒有中子數為39的穩定核種
77. 鎵-71
78. 鍺-72
79. 鍺-73
80. 鍺-74
81. 硒-74（理論上會發生雙電子捕獲）
82. 砷-75
鍺-76為長壽命同位素
83. 硒-76
84. 硒-77
85. 硒-78
86. 溴-79
87. 硒-80（理論上會發生雙β衰變）
88. 氪-80
沒有中子數為45的穩定核種
89. 溴-81
硒-82為長壽命同位素
90. 氪-82
91. 氪-83
92. 氪-84
93. 鍶-84（理論上會發生雙電子捕獲）
94. 銣-85
95. 氪-86（理論上會發生雙β衰變）
96. 鍶-86
銣-87為長壽命同位素
97. 鍶-87
98. 鍶-88
99. 釔-89
100. 鋯-90
101. 鋯-91
102. 鋯-92
103. 鉬-92（理論上會發生雙電子捕獲）
104. 鈮-93
105. 鋯-94（理論上會發生雙β衰變）
106. 鉬-94
107. 鉬-95
鋯-96為長壽命同位素
108. 鉬-96
109. 釕-96（理論上會發生雙電子捕獲）
110. 鉬-97
原子序數43的鍀為放射性元素
111. 鉬-98（理論上會發生雙β衰變）
112. 釕-98
113. 釕-99
鉬-100為長壽命同位素
114. 釕-100
115. 釕-101
116. 釕-102
117. 鈀-102（理論上會發生雙電子捕獲）
118. 銠-103
119. 釕-104（理論上會發生雙β衰變）
120. 鈀-104
121. 鈀-105
122. 鈀-106
123. 鎘-106（理論上會發生雙電子捕獲）
鈀-107為長壽命同位素
124. 銀-107
125. 鈀-108
126. 鎘-108（理論上會發生雙電子捕獲）
127. 銀-109
128. 鈀-110（理論上會發生雙β衰變）
129. 鎘-110
130. 鎘-111
131. 鎘-112
132. 錫-112（理論上會發生雙電子捕獲）
鎘-113為長壽命同位素
133. 銦-113
134. 鎘-114（理論上會發生雙β衰變）
135. 錫-114
136. 錫-115
鎘-116為長壽命同位素
137. 錫-116
138. 錫-117
139. 錫-118
140. 錫-119
141. 錫-120
142. 碲-120（理論上會發生雙電子捕獲）
143. 銻-121
144. 錫-122（理論上會發生雙β衰變）
145. 碲-122
146. 銻-123
147. 碲-123（理論上會發生電子捕獲）
148. 錫-124（理論上會發生雙β衰變）
149. 碲-124
氙-124為長壽命同位素
150. 碲-125
151. 碲-126
152. 氙-126（理論上會發生雙電子捕獲）
153. 碘-127
碲-128為長壽命同位素
154. 氙-128
碘-129為長壽命同位素
155. 氙-129
碲-130為長壽命同位素
156. 氙-130
157. 氙-131
158. 氙-132
159. 鋇-132（理論上會發生雙電子捕獲）
160. 銫-133
161. 氙-134（理論上會發生雙β衰變）
162. 鋇-134
163. 鋇-135
氙-136為長壽命同位素
164. 鋇-136
165. 鈰-136（理論上會發生雙電子捕獲）
166. 鋇-137
167. 鋇-138
鑭-138為長壽命同位素
168. 鈰-138（理論上會發生雙電子捕獲）
169. 鑭-139
170. 鈰-140
171. 鐠-141
172. 鈰-142（理論上會發生α衰變或雙β衰變）
173. 釹-142
174. 釹-143（理論上會發生α衰變）
釹-144為長壽命同位素
175. 釤-144（理論上會發生雙電子捕獲）
176. 釹-145（理論上會發生α衰變）
177. 釹-146（理論上會發生α衰變）
釤-146為長壽命同位素
沒有質量數為147的穩定核種
釤-147為長壽命同位素
原子序數61的鉕為放射性元素
178. 釹-148（理論上會發生α衰變或雙β衰變）
釤-148為長壽命同位素
179. 釤-149（理論上會發生α衰變）
釹-150為長壽命同位素
180. 釤-150（理論上會發生α衰變）
沒有質量數為151的穩定核種
銪-151為長壽命同位素
沒有中子數為89的穩定核種
181. 釤-152（理論上會發生α衰變）
釓-152為長壽命同位素
182. 銪-153（理論上會發生α衰變）
183. 釤-154（理論上會發生雙β衰變）
184. 釓-154（理論上會發生α衰變）
185. 釓-155（理論上會發生α衰變）
186. 釓-156
187. 鏑-156（理論上會發生α衰變或雙電子捕獲）
188. 釓-157
189. 釓-158
190. 鏑-158（理論上會發生α衰變）
191. 鋱-159
192. 釓-160（理論上會發生雙β衰變）
193. 鏑-160（理論上會發生α衰變）
194. 鏑-161（理論上會發生α衰變）
195. 鏑-162（理論上會發生α衰變）
196. 鉺-162（理論上會發生α衰變或雙電子捕獲）
197. 鏑-163
198. 鏑-164
199. 鉺-164（理論上會發生α衰變）
200. 鈥-165（理論上會發生α衰變）
201. 鉺-166（理論上會發生α衰變）
202. 鉺-167（理論上會發生α衰變）
203. 鉺-168（理論上會發生α衰變）
204. 鐿-168（理論上會發生α衰變或雙電子捕獲）
205. 銩-169（理論上會發生α衰變）
206. 鉺-170（理論上會發生α衰變或雙β衰變）
207. 鐿-170（理論上會發生α衰變））
208. 鐿-171（理論上會發生α衰變）
209. 鐿-172（理論上會發生α衰變）
210. 鐿-173（理論上會發生α衰變）
211. 鐿-174（理論上會發生α衰變） 
鉿-174為長壽命同位素
212. 鑥-175（理論上會發生α衰變）
213. 鐿-176（理論上會發生α衰變或雙β衰變） 
鑥-176為長壽命同位素
214. 鉿-176（理論上會發生α衰變）
215. 鉿-177（理論上會發生α衰變）
216. 鉿-178（理論上會發生α衰變）
217. 鉿-179（理論上會發生α衰變）
218. 鉿-180（理論上會發生α衰變）
219. 鉭-180m（理論上會發生α衰變、β衰變、電子捕獲或同核異構躍遷）
鎢-180為長壽命同位素
220. 鉭-181（理論上會發生α衰變）
221. 鎢-182（理論上會發生α衰變）
222. 鎢-183（理論上會發生α衰變）
223. 鎢-184（理論上會發生α衰變）
鋨-184為長壽命同位素
224. 錸-185（理論上會發生α衰變）
225. 鎢-186（理論上會發生α衰變或雙β衰變）
鋨-186為長壽命同位素
錸-187為長壽命同位素
226. 鋨-187（理論上會發生α衰變）
227. 鋨-188（理論上會發生α衰變）
228. 鋨-189（理論上會發生α衰變）
229. 鋨-190（理論上會發生α衰變） 
鉑-190為長壽命同位素
230. 銥-191（理論上會發生α衰變）
沒有中子數為115的穩定核種
231. 鋨-192（理論上會發生α衰變或雙β衰變）
232. 鉑-192（理論上會發生α衰變）
233. 銥-193（理論上會發生α衰變）
234. 鉑-194（理論上會發生α衰變）
235. 鉑-195（理論上會發生α衰變）
236. 鉑-196（理論上會發生α衰變）
237. 汞-196（理論上會發生α衰變或雙電子捕獲）
238. 金-197（理論上會發生α衰變）
239. 鉑-198（理論上會發生α衰變或雙β衰變）
240. 汞-198（理論上會發生α衰變）
241. 汞-199（理論上會發生α衰變）
242. 汞-200（理論上會發生α衰變）
243. 汞-201（理論上會發生α衰變）
244. 汞-202（理論上會發生α衰變）
245. 鉈-203（理論上會發生α衰變）
沒有中子數為123的穩定核種
246. 汞-204（理論上會發生雙β衰變）
247. 鉛-204（理論上會發生α衰變）
248. 鉈-205（理論上會發生α衰變）
249. 鉛-206（理論上會發生α衰變）
250. 鉛-207（理論上會發生α衰變）
251. 鉛-208（理論上會發生α衰變）
沒有質量數為209以上的穩定核種
鉍-209為長壽命同位素
沒有中子數為127以上的穩定核種
原子序數83（鉍）或以上的元素均為放射性元素
釷-232為長壽命同位素
鈾-235為長壽命同位素
鈾-236為長壽命同位素
鈾-238為長壽命同位素
鈽-244為長壽命同位素
鋦-247為長壽命同位素

- 按：列表中標為粗體的核種為其對應元素唯一的穩定同位素，故該元素屬於單一同位素元素。